# Haplophthalmus mariae
Haplophthalmus mariae is een pissebed uit de familie Trichoniscidae. De wetenschappelijke naam van de soort is voor het eerst geldig gepubliceerd in 1953 door Strouhal.